# زيت بذرة القطن

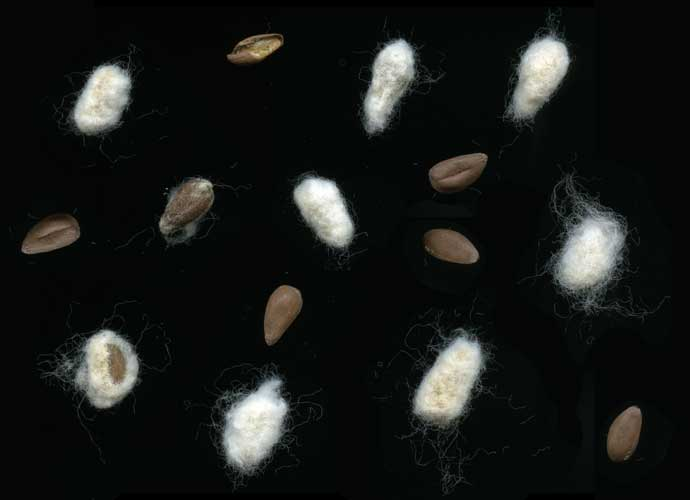
بذور قطن

زيت بذرة القطن هو زيت طهي يحصل عليه من استخلاص الزيت من بذور جوسيبيوم مثل Gossypium hirsutum وGossypium herbaceum والتي تعطي القطن. لزيت بذرة القطن بنية مشابهة لزيوت البذور حيث تكون البذرة الحاوية على الزيت محاطة بقشرة صلبة خارجية.
يستخدم زيت بذرة القطن كزيت منزلي في تحضير العديد من المأكولات كزيت للسلطة أو في تركيب المايونيز، وغير ذلك.

## التركيب
يتألف زيت بذرة القطن من مجموعة من الأحماض الدهنية، يكون 70% منها أحماض دهنية غير مشبعة في حين أن الباقي أحماض دهنية مشبعة.
من جهة أخرى، يمكن أن يحوي زيت بذرة القطن على مركب جوسيبول Gossypol بكميات ضئيلة، وهو مركب سام متعدد الفينول أصفر اللون يوجد في بذرة القطن وفي نباتات أخرى من فصيلة الخبازية مثل البامية. يوجد هذا المركب على شكل جيوب صغيرة في البذور والأوراق والساق ولحاء الجذور. الغاية من وجود هذا المركب في النبات هو نوع من أنواع المقاومة الطبيعية تجاه الحشرات. يتم التخلص من هذا المركب أثناء معالجة الزيت النهائية قبل تقديمه للمستخدم.

## اقرأ أيضاً
- زيت فول سوداني
- زيت بذر الكتان